# 토요일! 토요일은 가수다
《토요일! 토요일은 가수다》는 대한민국의 방송사 MBC의 프로그램 《무한도전》의 특별 기획전으로 2014년에 기획된 특집이다.

## 개요
시즌 1은 90년대를 휩쓸었던 가수들이 한데 모여서 공연을 하는 내용으로서 2014년 11월 1일을 시작으로 11월 8일, 12월 20일, 12월 27일, 2015년 1월 3일까지 총 5회에 걸쳐 방영되었다.
2016년에 방영된 시즌 2는 시즌 1에 섭외되지 못한 가수들을 차례대로 섭외하여 게릴라 콘서트 형식으로 준비했다. 그러나 스포일러가 유출되면서 젝스키스가 주인공인 편은 방식을 바꿔 진행한 후 2016년 4월 16일부터 4월 23일, 4월 30일까지 총 3회에 걸쳐 방영했다. 원래 1부에서 첫 번째 타자가 젝스키스라는 자막을 내보내면서 시즌 2는 비정기적으로 가수 한 팀을 차례대로 섭외하여 진행할 것으로 예상되었다. 하지만 유재석이 3부 엔딩 멘트에서 시즌 3를 암시하는 발언을 하면서 결국 젝스키스만으로 시즌 2는 종료된다.
시즌 1의 아이디어를 낸 정준하와 박명수는 본인들이 진행하는 방송에서 무한도전 프로젝트에 대한 스포일러성 내용을 유출한 전적이 있는 관계로, 시즌 2 섭외과정에는 출연하지 못하고 멤버들을 집에서 방송국으로 데려가는 과정부터 출연한다.

## 출연자

### 시즌 1
아래 S.E.S.와 쿨의 멤버들 중 참석하지 못한 멤버는 다른 출연자로 교체되어 참여하였다.
- 여성 게스트 MC이본 출연
- 터보-김종국, 김정남
- 김현정
- S.E.S.-슈, 바다, 소녀시대 서현(유진 파트)
- 쿨-김성수, 이재훈, 쥬얼리 출신 예원(유리 파트)
- 소찬휘
- 지누션
- 조성모
- 이정현
- 엄정화
- 김건모

### 시즌 2
- 젝스키스

### 시즌 3
- H.O.T.

## 시청률
《무한도전》은 이 에피소드의 시즌 1 방송분으로 시청률(닐슨코리아 기준) 22.2%를 기록하여 하하의 작별특집 게릴라 콘서트 에피소드 이후 최고 시청률을 기록하였다.

## 같이 보기
- 무한도전
- 토요일! 토요일은 즐거워